# Гімлі (Манітоба)
Гімлі (англ. Gimli) — сільський муніципалітет в Канаді, у провінції Манітоба.

## Населення
За даними перепису 2016 року, сільський муніципалітет нараховував 6181 жителя, показавши зростання на 5,7%, порівняно з 2011-м роком. Середня густина населення становила 19,4 осіб/км².
З офіційних мов обидвома одночасно володіли 265 жителів, тільки англійською — 5 790, а 10 — жодною з них. Усього 550 осіб вважали рідною мовою не одну з офіційних, з них 10 — одну з корінних мов, а 150 — українську.
Працездатне населення становило 52,7% усього населення, рівень безробіття — 8,5% (9,2% серед чоловіків та 7,2% серед жінок). 80,7% були найманими працівниками, 17,7% — самозайнятими.
Середній дохід на особу становив $41 064 (медіана $33 616), при цьому для чоловіків — $47 767, а для жінок $34 403 (медіани — $41 139 та $27 526 відповідно).
29,7% мешканців мали закінчену шкільну освіту, не мали закінченої шкільної освіти — 18,9%, 51,4% мали післяшкільну освіту, з яких 29,9% мали диплом бакалавра, або вищий, 35 осіб мали вчений ступінь.
| Статево-вікова структура населення | Статево-вікова структура населення | Статево-вікова структура населення | Статево-вікова структура населення | Статево-вікова структура населення |
| ---------------------------------- | ---------------------------------- | ---------------------------------- | ---------------------------------- | ---------------------------------- |
|                                    |                                    |                                    |                                    |                                    |
| Всього                             | Всього                             | 48,8%51,2%                         |                                    |                                    |
| 0 — 14 років                       | 0 — 14 років                       |                                    | 11%                                | 11%                                |
| 15 — 64 років                      | 15 — 64 років                      |                                    | 55,5%                              | 55,5%                              |
| 65 і більше                        | 65 і більше                        |                                    | 33,5%                              | 33,5%                              |
| 85 і більше                        | 85 і більше                        |                                    | 3,5%                               | 3,5%                               |
| 100 і більше                       | 100 і більше                       |                                    | 0,1%                               | 0,1%                               |
| Середній вік (років)               | Середній вік (років)               | 50,851,9                           | 51,4                               | 51,4                               |
| Медіана (років)                    | Медіана (років)                    | 57,057,7                           | 57,4                               | 57,4                               |
| — чоловіки — жінки                 |                                    |                                    |                                    |                                    |

| Походження мешканців:     | Походження мешканців:     | Походження мешканців: | Походження мешканців: | Походження мешканців: |
| ------------------------- | ------------------------- | --------------------- | --------------------- | --------------------- |
| Походження                |                           |                       | осіб                  | %                     |
| Корінні американці        | Корінні американці        |                       | 640                   | 10.6%                 |
| Інше північноамериканське | Інше північноамериканське |                       | 1 155                 | 19.14%                |
| Європейське               | Європейське               |                       | 5 455                 | 90.39%                |
| британське                | британське                |                       | 2 915                 | 48.3%                 |
| французьке                | французьке                |                       | 555                   | 9.2%                  |
| українське                | українське                |                       | 1 475                 | 24.44%                |
| Карибське                 | Карибське                 |                       | 15                    | 0.25%                 |
| Латинськоамериканське     | Латинськоамериканське     |                       | 20                    | 0.33%                 |
| Африканське               | Африканське               |                       | 15                    | 0.25%                 |
| Азійське                  | Азійське                  |                       | 35                    | 0.58%                 |

| Зайнятість населення за галузями (за класифікацією NOC): | Зайнятість населення за галузями (за класифікацією NOC): | Зайнятість населення за галузями (за класифікацією NOC): | Зайнятість населення за галузями (за класифікацією NOC): | Зайнятість населення за галузями (за класифікацією NOC): |
| -------------------------------------------------------- | -------------------------------------------------------- | -------------------------------------------------------- | -------------------------------------------------------- | -------------------------------------------------------- |
|                                                          |                                                          |                                                          |                                                          |                                                          |
| Управління                                               | Управління                                               |                                                          | 14,9%                                                    | 14,9%                                                    |
| Бізнес, фінанси та адміністрування                       | Бізнес, фінанси та адміністрування                       |                                                          | 11,3%                                                    | 11,3%                                                    |
| Природничі та прикладні науки                            | Природничі та прикладні науки                            |                                                          | 3,9%                                                     | 3,9%                                                     |
| Охорона здоров'я                                         | Охорона здоров'я                                         |                                                          | 6,5%                                                     | 6,5%                                                     |
| Освіта, правозахист, муніципальні та урядові служби      | Освіта, правозахист, муніципальні та урядові служби      |                                                          | 8,8%                                                     | 8,8%                                                     |
| Мистецтво, культура, відпочинок та спорт                 | Мистецтво, культура, відпочинок та спорт                 |                                                          | 2%                                                       | 2%                                                       |
| Роздрібна торгівля та послуги                            | Роздрібна торгівля та послуги                            |                                                          | 25,5%                                                    | 25,5%                                                    |
| Гуртова торгівля, транспорт та обладнання                | Гуртова торгівля, транспорт та обладнання                |                                                          | 19,2%                                                    | 19,2%                                                    |
| Природні ресурси, сільське господарство                  | Природні ресурси, сільське господарство                  |                                                          | 5%                                                       | 5%                                                       |
| Виробництво                                              | Виробництво                                              |                                                          | 3,1%                                                     | 3,1%                                                     |

## Населені пункти
До складу сільського муніципалітету входить містечко Вінніпег-Біч, а також хутори, інші малі населені пункти та розосереджені поселення.

## Клімат
Середня річна температура становить 1,6°C, середня максимальна – 22,6°C, а середня мінімальна – -25,2°C. Середня річна кількість опадів – 526 мм.
| Клімат поселення                              | Клімат поселення | Клімат поселення | Клімат поселення | Клімат поселення | Клімат поселення | Клімат поселення | Клімат поселення | Клімат поселення | Клімат поселення | Клімат поселення | Клімат поселення | Клімат поселення | Клімат поселення |
| Показник                                      | Січ.             | Лют.             | Бер.             | Квіт.            | Трав.            | Черв.            | Лип.             | Серп.            | Вер.             | Жовт.            | Лист.            | Груд.            |                  |
| Середній максимум, °C                         | −12,5            | −8,76            | −1,48            | 8,74             | 16,80            | 22,43            | 22,62            | 21,24            | 16,08            | 9,13             | −0,72            | −10,82           |                  |
| Середня температура, °C                       | −18,86           | −15,13           | −7,86            | 2,36             | 10,40            | 16,05            | 18,48            | 17,10            | 11,92            | 4,99             | −4,86            | −14,96           |                  |
| Середній мінімум, °C                          | −25,24           | −21,51           | −14,25           | −4,01            | 4,03             | 9,68             | 14,34            | 12,94            | 7,77             | 0,82             | −9,02            | −19,12           |                  |
| Норма опадів, мм                              | 21               | 13               | 25               | 25               | 55               | 92               | 76               | 68               | 56               | 44               | 29               | 22               |                  |
| Середньомісячна швидкість вітру, м/с          | 3.80             | 3.70             | 3.90             | 4.10             | 4.10             | 3.80             | 3.50             | 3.70             | 4.05             | 4.30             | 4.20             | 3.90             |                  |
| Середньомісячна сонячна радіація, кДж/м²·день | 4160             | 7559             | 12640            | 17274            | 20188            | 21068            | 21371            | 18122            | 12272            | 7220             | 4024             | 3034             |                  |
| --------------------------------------------- | ---------------- | ---------------- | ---------------- | ---------------- | ---------------- | ---------------- | ---------------- | ---------------- | ---------------- | ---------------- | ---------------- | ---------------- | ---------------- |
| Джерело:                                      |                  |                  |                  |                  |                  |                  |                  |                  |                  |                  |                  |                  |                  |

## Зв’язки з Україною
Торговельна палата Гімлі надала безкоштовне житло на 2 місяці для українських біженців та сприяла в отриманні роботи для них.

## Відомі особистості
В поселенні народився:
- Михайло Іванчук (1908—2004) — канадський педагог, науковець, письменник, громадський діяч українського походження, історик української діаспори в Канаді.
- Могилянка Дарія — канадська поетеса українського походження.